# Álvaro Peña Herrero
Álvaro Peña Herrero (24 oktober 1991) is een Spaans voetballer die als middenvelder speelt. Hij verruilde in 2024 Almere City FC voor FC Andorra.

## Clubcarrière
Peña begon zijn voetballoopbaan bij de jeugdopleiding van Athletic Bilbao. In 2009 sloot hij aan bij CD Baskonia, het tweede reserveteam van Athletic Bilbao. In de seizoenen 2011/12 en 2012/13 speelde hij in de Spaanse tweede divisie voor Bilbao Athletic, het eerste reserveteam. Naast wedstrijden met de reservers kwam hij twee keer in actie voor het eerste, in de UEFA Europa League tegen Kiryat Shmona en Sparta Praag.
Op 3 juli 2013 tekende hij een tweejarig contract bij CD Lugo. Bij deze club speelde hij 69 wedstrijden en maakte hij 4 doelpunten.
Op 1 september 2015 sloot hij aan bij Racing Santander, uitkomend in de Spaanse derde divisie. Op 5 juli 2017 keerde hij terug in de tweede divisie na het tekenen van een tweejarig contract bij AD Alcorcón.
Op 17 januari 2019 tekende hij een contract voor tweeëneenhalf jaar bij Albacete Balompié. In september van dat jaar werd hij voor een seizoen verhuurd aan CD Mirandés, eveneens uitkomend in de tweede divisie.
Na degradatie van Albacete maakte hij op 21 juli 2021 de overstap naar SD Amorebieta, een nieuwkomer in de Spaanse tweede divisie.
Op 25 augustus 2022 tekende hij een contract voor één jaar met optie voor een jaar verlenging bij Almere City FC, uitkomend in de Eerste divisie. Daar maakte hij zijn debuut op 12 september 2022 in de thuiswedstrijd tegen FC Eindhoven. Met Almere promoveerde de Spanjaard in 2023 via de nacompetitie naar de Eredivisie.
In de zomer van 2024 verkaste hij naar FC Andorra.